# Капо ла Коста (Л'Аквила)
Капо ла Коста (итал. Capo la Costa) је насеље у Италији у округу Л'Аквила, региону Абруцо.
Према процени из 2011. у насељу је живело 18 становника. Насеље се налази на надморској висини од 346 м.